# امید هرندی
امید هرندی (زاده ۲۴ اسفند ۱۳۴۲ در رشت) دروازه‌بان سابق تیم ملی ایران و مدیر فنی تیم ملی بانوان بزرگسالان و جوانان می‌باشد. او با تیم ملی بانوان ایران در سال ۲۰۲۲، ۲ مدال نایب قهرمانی و ۱ قهرمانی آسیا به ارمغان آورد. وی همچنین با تیم بانوان شهرداری سیرجان در مسابقات لیگ قهرمانان آسیا توانست به مقام نایب قهرمانی باشگاه‌های آسیا دست پیدا کند.

## دوران بازیکنی

### باشگاه نفت رشت
امید هرندی فوتبال رو به‌طور حرفه‌ای از باشگاه فوتبال صنعت نفت رشت به مربیگری مهدی ظهیری از  قدیمی های فوتبال گیلان و از مربی‌های استعداد یاب آغاز کرد.

### باشگاه سپیدرود رشت
وی پس از یکسال با کمتر از هفده سال سن عضو باشگاه سپیدرود رشت شد به ترکیب اصلی رسید با این تیم پس از شکست تیم ملوان انزلی در مسابقه رفت و برگشت به قهرمانی گیلان رسید.

### باشگاه ابوذر رشت (داماش گیلان)
پس از آن برای حضور در مسابقات کشوری به عضویت تیم ابوذر رشت (ریشه تیم داماش گیلان) درآمد. پس از واگذاری امتیاز تیم ابوذر رشت به نهاد شهرداری وی سالها در این تیم بازیکن و کاپیتان بود.

### باشگاه نیروی زمینی تهران و تیم ملی ارتش‌های جهان
بعد از شهرداری رشت سال ۶۳ تا سال ۶۵ در تیم نیروی زمینی تهران بازی کرد همان زمان با تیم ملی ارتش‌ها برای مسابقات ارتشهای جهان به مربی گری مهدی مناجاتی و در کنار بازیکنانی همچون فیروز کریمی، پرویز مظلومی، فرشاد پیوس، صمد مرفاوی در مسابقات الجزایر شرکت کرد.

### تیم‌های ملی
هرندی در ۱۹ سالگی به تیم ملی جوانان دعوت شد، مربی او امیر حاج رضایی بود و در دو دوره از مسابقات آسیایی هم شرکت کرد همان دوره وی را به اردوی تیم ملی بزرگسالان نیز دعوت کردند با سنی حدود ۱۷ سال، اما ناصر ابراهیمی کمک مربی وقت تیم ملی بزرگسالان وقتی او را دید به علت سن کم و حضور بزرگانی همچون ناصر حجاری به وی اجازه تمرین نداد.
پس از آن با تیم ملی جوانان در مسابقات بنگلادش شرکت کرد و به عنوان بهترین بازیکن آن جام انتخاب شد. در مسابقات قهرمانی آسیا در نپال با تیم ملی جوانان شرکت کرد تا یک چهارم نهایی پیش رفت و آنجا با تیم عراق روبرو شدند به علت جنگ ایران و عراق با تیم عراق بازی نکردند و از مسابقات حذف و تیم ملی جوانان چهار سال از میدان‌های بین‌المللی محروم شد.
بعد از سال ۶۴ به تیم ملی بزرگسالان دعوت شد. بعد از اینکه ۱۴ نفر از تیم ملی استعفا دادند شادروان پرویز دهداری با او صحبت کرد و امید هرندی به عنوان دروازه‌بان اول تیم ملی انتخاب شد. احمدرضا عابدزاده و بهزاد غلامپور دروازه‌بان دوم و سوم تیم ملی بودند. اما اتفاقی عجیب افتاد و هرندی تیم ملی را برای حضور در یک بازی درون استانی بین تیم‌های آب منطقه‌ای رشت و شهرداری رشت از دست داد

## دوران مربی‌گری
امید هرندی کمک مربی تیم استقلال رشت در زمان ناصر حجازی بود، وی همچنین کمک مربیان اصغر شرفی و مجید جهانپور در زمان پگاه گیلان را در کارنامه خود دارد.
هرندی در ۴ خرداد ۱۳۹۱ به عنوان سرمربی داماش گیلان انتخاب شد. وی دارنده مدرک مربیگری A آسیا می‌باشد. پس چندی بعد از اختلاف با امیر عابدینی از کار برکنار شد و به عنوان مربی تیم پارس لنگرود معرفی شد و با انحلال پارس لنگرود دوباره در سال ۱۳۹۳ به عنوان سرمربی داماش گیلان گماشته شد.